# Landkreis Chemnitzer Land
Landkreis Chemnitzer Land är ett före detta distrikt (Landkreis) i västra delen av den tyska delstaten Sachsen. Landkreisen hade Glauchau som huvudort. 2008 bodde det 143 000 personer i distriktet.
Landkreisen bildades år 1994 och upplöstes 2008.

## Geografi
Landkreis Chemnitzer Land gränsade i norr till Landkreis Altenburger Land (Thüringen), i nordöst Landkreis Mittweida, i öster den kreisfria staden Chemnitz, i sydost Landkreis Stollberg och sydväst Landkreis Zwickauer Land och den kreisfria staden Zwickau.[källa behövs]
Det högsta berget var Langenberger Höhe med 484 meter över havet.[källa behövs]

## Administrativ indelning
Följande städer och Gemeinden (kommuner) låg i Chemnitzer Land (invånarantal 2006-12-31)[källa behövs]:

### Städer
- Glauchau (25 760)
- Hohenstein-Ernstthal (16 344)
- Lichtenstein (13 370)
- Limbach-Oberfrohna (26 597)
- Meerane (16 937)
- Oberlungwitz (6 596)
- Waldenburg (4 529)

### Gemeinde (kommuner)
- Bernsdorf (2 536)
- Callenberg (5 623)
- Gersdorf (4 444)
- Niederfrohna (2 519)
- Oberwiera (1 211)
- Remse (1 942)
- Schönberg (1 003)
- St. Egidien (3 603)